# Dicromata

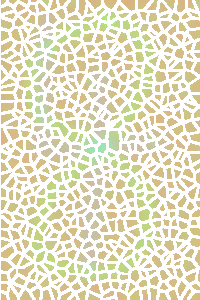
Figura do teste de Ishihara, método utilizado para diagnosticar o daltonismo. O número 8 somente é vísivel para as pessoas de visão normal

Dicromata (do idioma grego di por dis, duas + chróma, atos, cor. Adjetivo do que apresenta duas cores ao mesmo tempo.
O homem normalmente possui três fotopigmentos distintos, um para cada cor primária distinta ( azul, verde e vermelho ), por este motivo é chamado tricromata. Quando possui apenas células receptoras de duas das cores fundamentais, é denominado dicromata. Calcula-se que tal disfunção acometa cerca de dez porcento da população, e por isso essas pessoas não consigam enxergar ou distinguir algumas cores.

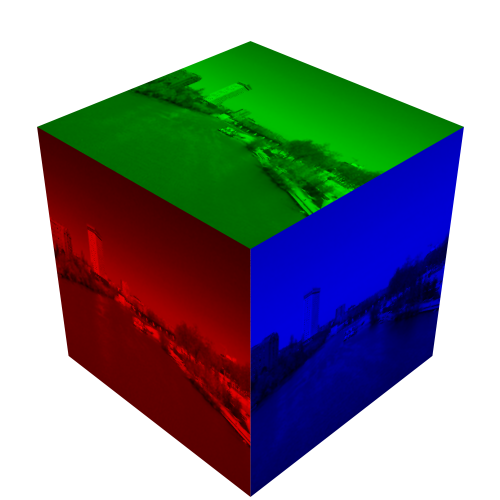
Cores primárias no sistema RGB.

A este fenômeno chama-se daltonismo, que é uma alteração na retina, herdada genéticamente e que afeta o funcionamento das células fotoreceptoras ou cones, responsáveis pela percepção das cores. Os cones a luz em estímulos elétricos, de forma a serem interpretados pelo sistema nervoso central (SNC). Cada cone é responsável por perceber um espectro luminoso diferente.
Quando olhamos para o verde, somente os cones mais sensíveis ao verde enviam mensagens para o cérebro. Nas pessoas daltônicas, estes cones não existem em número suficiente ou apresentam alguma alteração que impede o envio adequado da informação. A maioria dos daltônicos não reconhece o verde ou o vermelho.